# Irena Prusicka
Irena Prusicka (ur. 23 grudnia 1911, zm. 27 czerwca 2001 w Warszawie) – choreograf, nauczyciel tańca, autorka sztuk teatralnych, poetka.
Na początku lat trzydziestych otworzyła własną szkołę tańca, jedną z trzech największych prywatnych szkół tańca w przedwojennej Warszawie. Szkoła Gimnastyki i Tańca Artystycznego znajdowała się na Królewskiej 31. Do szkoły uczęszczały m.in. Franciszka Mann, Wiera Gran, Stefania Grodzieńska.
Wychowanki szkoły zdobyły nagrody m.in. w Międzynarodowym Konkursie Tańca w 1939 roku w Brukseli. Jest autorką hymnu Polskiego Czerwonego Krzyża.